# 帕特里夏·麦基洛普
帕特里夏·麦基洛普（英語：Patricia McKillop，1956年7月15日—），津巴布韦女子曲棍球运动员。她曾代表津巴布韦国家队参加1980年夏季奥林匹克运动会曲棍球比赛，获得一枚金牌。